# Zola bifasciata
Zola bifasciata är en fjärilsart som beskrevs av Franz Paula von Schrank 1802. Zola bifasciata ingår i släktet Zola och familjen mätare. Inga underarter finns listade i Catalogue of Life.